# Джон Хуболт
Джон Корнелиус Хуболт (на английски: John Cornelius Houbolt), роден на 10 април 1919 г. в Алтуна, Айова, е пенсиониран космически инженер.
Има основна роля за създаването на концепция за лунна мисия, наречена „Лунната орбитална среща“. Този вариант за провеждане на полета е одобрен от Вернер фон Браун през юни 1961 г. и в началото на 1962 г. е избран за програмата Аполо. Това решение се разглежда, като основно, за да е сигурно че човек ще стъпи на Луната преди края на 60-те години на 20 век.

## Живот
Хуболт прекарва част от детството си в Джолиет, Илинойс, където учи в местното училище, а по-късно и в колежа Джолиет. Той е учил в Университета на Илинойс в Урбана-Шампейн. Получава бакалавърска (1940) и магистърска (1942) степен по строително инженерство. През 1957 година защитава докторат по технически науки във Федералната висша технична школа, Цюрих, Швейцария. Хуболт започва кариерата си в Националния консултивен комитет по въздухоплаване през 1942 г.

## Лунната орбитална среща
Въпреки че основите на концепцията за Лунната орбитална среща са положени още през 1916 г. от Юрий Кондратюк и през 1927 г. от германския ракетен пионер Херман Оберт, НАСА ще осигури първото практическо приложение на концепцията. Някои инженери са били загрижени за орбиталната среща, особено в окололунна орбита, където няма помощни опции в случай на злополука. Хуболт изчислява, че има 50% шанс, човек да бъде изпратен Луната и 1% шанс, да бъде върнат обратно. След много конференции и дебати Вернер фон Браун подкрепя концепцията. Докато някой аспекти от началното приложение не са били много реалистични (4535 кг – тегло на лунния модул, който в крайна сметка става 13 607 кг) се оказва възможно, че една Сатурн V или по-голяма ракета от тогавашните може да изведе тази маса в космоса.